# Conservatorio Luisa D'Annunzio
Il conservatorio Luisa D'Annunzio è un istituto superiore di studi musicali con sede a Pescara.

## Storia

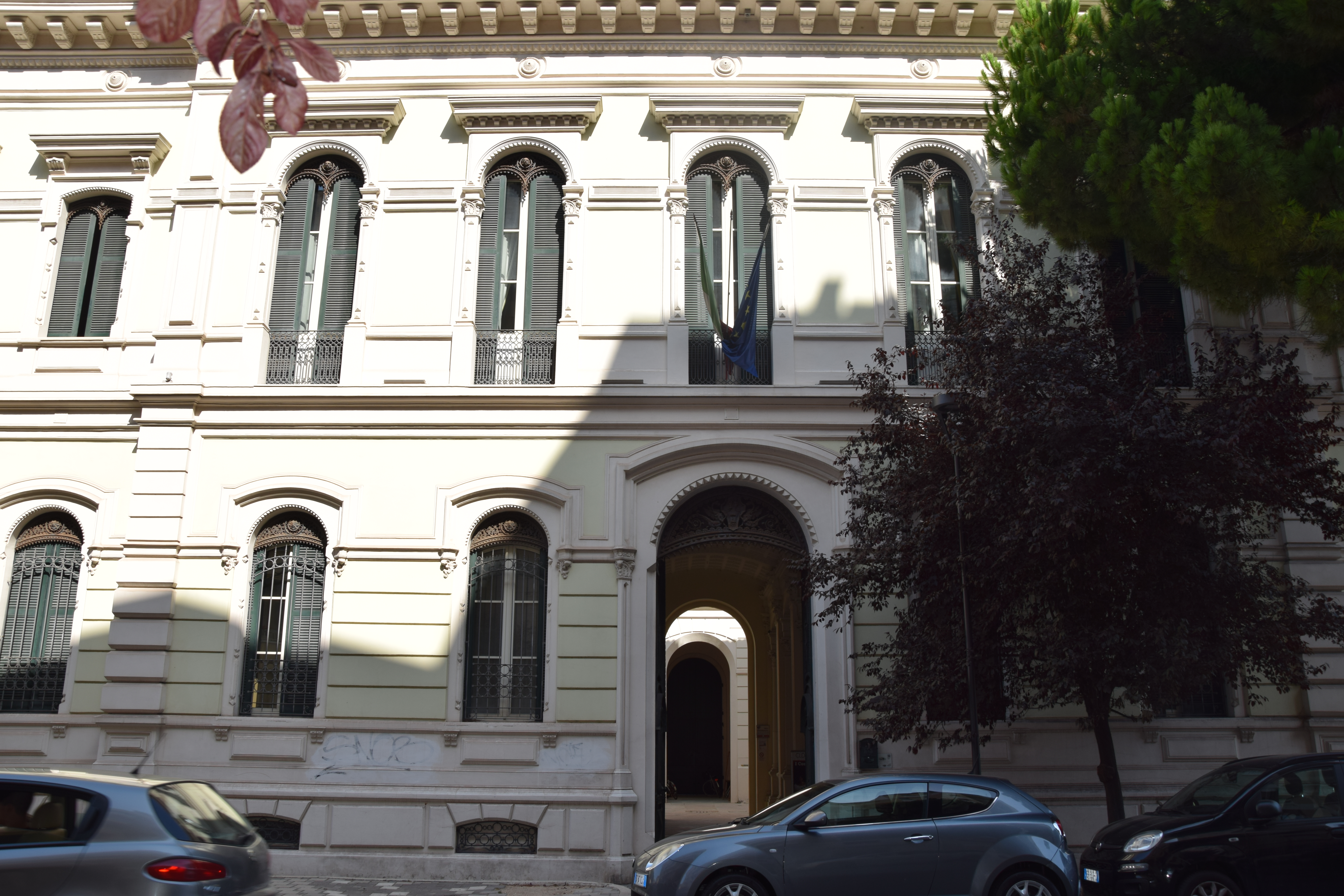
L'ingresso di Palazzo Mezzopreti

Nel 1922 alcuni artisti abruzzesi, tra cui i compositori Bonaventura Barattelli, Camillo De Nardis, Vittorio Pepe, Primo Riccitelli e Francesco Paolo Tosti, ed i pittori Michele Cascella e Francesco Paolo Michetti, costituirono una corporazione musicale dedicata alla madre del poeta Gabriele D'Annunzio, Luisa. Nel 1933 l'istituto divenne ente morale ed il 30 ottobre 1935 cominciò ufficialmente l'attività da liceo musicale.
Dopo la seconda guerra mondiale il liceo riprese le sue attività ed il 1º ottobre 1969 fu statalizzato e trasformato in conservatorio grazie all'interessamento dell'allora sottosegretario alla pubblica istruzione Vincenzo Bellisario, cui successivamente fu intitolata una delle sale del conservatorio. Nel 1999 ha preso nome di istituto di alta formazione artistica e musicale.

## Sede
La prima sede del liceo fu in viale D'Annunzio mentre nel dopoguerra l'istituto si stabilì in piazza 1º Maggio. Il conservatorio venne infine ubicato nei locali di palazzo Mezzopreti in viale Muzii e nell'adiacente ex municipio di Castellammare Adriatico di viale Bovio, che dal 2007 dispone di un auditorium da 266 posti.